# Bachem Ba 349
Die Bachem Ba 349 Natter war ein deutsches, im Zweiten Weltkrieg in Entwicklung befindliches Einweg-Raketenflugzeug, das senkrecht startete. Es wurde in der Endphase des Krieges 1944/45 vom Hersteller Bachem im Rahmen des Jägernotprogramms als Projekt Natter entwickelt und war als Abfangjäger vorgesehen.

## Geschichte

### Hintergrund
In der prekären Lage des Jahres 1944 suchte die deutsche Luftwaffe nach Lösungsansätzen zur Abwehr der übermächtigen alliierten Bomberoffensive. Zum einen mangelte es an Piloten und Flugzeugen und zum anderen wurden geeignete, sichere Flugplätze bereits knapp. Daher forderte das Reichsluftfahrtministerium in einer Ausschreibung die deutsche Luftfahrtindustrie zur Entwicklung eines einfachen, in großen Stückzahlen lieferbaren „Verschleißjägers“ auf, der nach kurzer Einweisungszeit auch von Nicht-Piloten geflogen werden konnte. Wichtigster Gesichtspunkt bei den Überlegungen war, dass das Flugzeug unter Sichtbedingungen in kurzer Zeit eine große Höhe erreichen sollte, um einfliegende Bomberverbände zu bekämpfen.
Im Sommer 1944 wurden die eingereichten Entwürfe erstmals gesichtet. Neben bekannten Unternehmen wie Messerschmitt, Junkers, Heinkel und anderen befand sich auch der bis dato unbekannte Erich Bachem. Nachdem die SS die vollständige Entwicklung aller V-Waffen übernommen hatte, war für sie Erich Bachem zur Überraschung der übrigen Bewerber die erste Wahl. Schließlich gelang es, neben Heinrich Himmler auch Rüstungsminister Albert Speer, der sich übergangen fühlte, für Bachems Entwurf zu gewinnen.
Bachem sah als Aufgabe der Natter einen reinen Objektschutz durch eine bemannte Rakete. Die Natter sollte in der Nähe wichtiger Industrieanlagen stationiert werden und erst beim Sichten von feindlichen Maschinen starten. Die Auslegung wurde als Zwitter zwischen bemannter Rakete, gesteuerter Flaksalve und Flugzeug beschrieben. Dabei war das Flugzeug als Verlustgerät ausgelegt und eine Wiederverwendung nicht vorgesehen; ursprünglich sollte nach dem Verschuss der Raketen noch ein Rammangriff stattfinden.

### Erprobung
Im Keller von Schloss Ummendorf bei Biberach an der Riß arbeiteten wissenschaftliche Mitarbeiter der Technischen Hochschule Aachen unter Leitung von Wilhelm Fucks an den Berechnungen für die Natter. Dafür wurde auch der damals größte und leistungsfähigste Analogrechner genutzt. Die errechneten Werte wurden mit Modellen in Kleinstwindkanälen für den Hochgeschwindigkeitsbereich untersucht. Fast gleichzeitig erfolgte die Erprobung der Schmidding-Starthilfsraketen auf dem Gelände der im Frühjahr 1942 errichteten Bachem-Werke in Waldsee.
Die Deutsche Versuchsanstalt für Luftfahrt (DVL) in Braunschweig übernahm die aerodynamischen Tests. Dabei wurden im Windkanal Geschwindigkeiten von über Mach 0,95 erprobt, welche keinerlei negative Auswirkungen auf die Stabilität erkennen ließen. Zudem wurden verschiedene Leitwerkvarianten entwickelt und getestet.

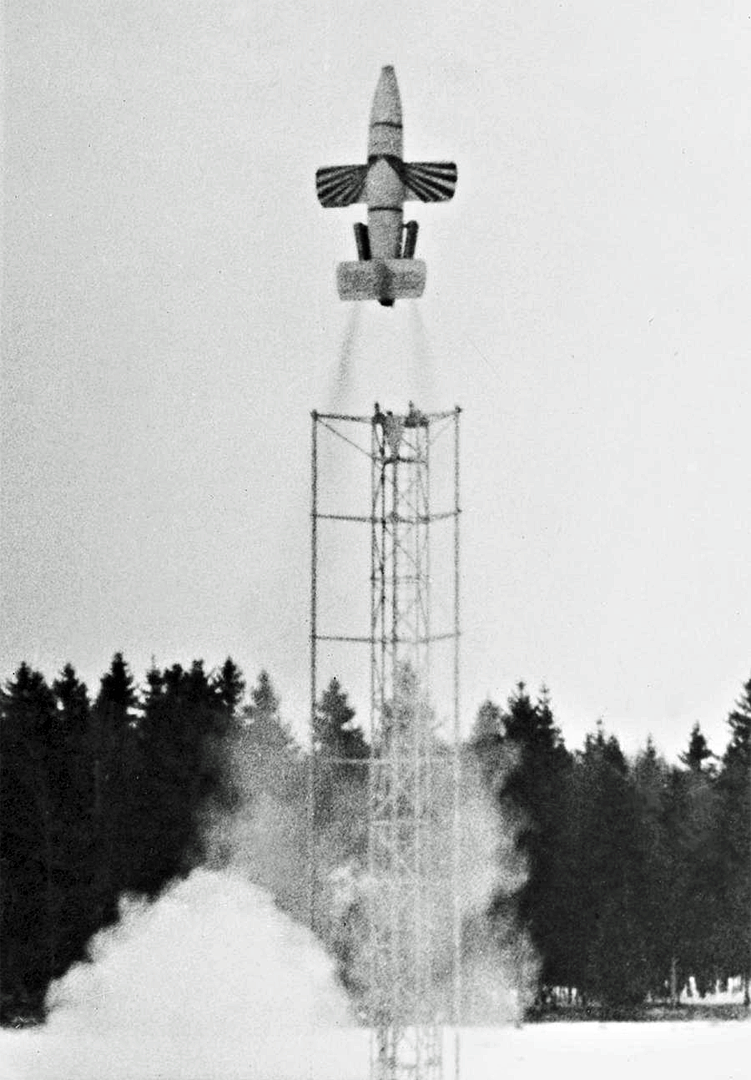
Unbemannter Start eines Bachem Ba 349-Prototyps, 1944

Zunächst war der bekannte Testpilot und Segelflieger Ludwig Hofmann für die Erprobung vorgesehen. Die Natter musste per Fallschirm verlassen werden. So wurde der Fallschirmspringer Wilhelm Buss beauftragt, mit Hofmann ein intensives Fallschirm-Training zu absolvieren. Bei einem der Sprünge verunglückte Hofmann und erlitt einen Schädelbasisbruch. Die nächsten Monate verbrachte er im Lazarett. An seiner Stelle übernahm der ebenfalls bekannte Versuchspilot Erich Klöckner die Erprobung der Maschine.
Nach Abschluss der technischen Entwicklungsarbeiten erfolgte ab 3. November 1944 die Tragschlepperprobung mit der Mustermaschine BP-20 M1 in Neuburg an der Donau. Die Natter erhielt dazu ein von der Klemm Kl 35 entliehenes, nicht einziehbares Fahrgestell. Bei diesen Versuchen wurde die Natter im Tragschleppverfahren mit einem Y-förmigen Seil an eine Heinkel He 111 gespannt. Erich Klöckner flog die Erprobung. Nachdem die He 111 ihre Last problemlos auf 3.000 Meter Höhe gebracht hatte, begann das Testprogramm im Fesselflug. Wie Klöckner später berichtete, hatte die Natter bei Geschwindigkeiten über 200 km/h gute Flugeigenschaften. Nur die Schwerpunktlage oder eine ungeeignete Befestigung der Tragseile machten Schwierigkeiten. Zum Abschluss dieser Erprobungsflüge im Tragschlepp erfolgte der Absprung Klöckners aus dem Flugkörper, der ebenfalls ohne Beanstandungen oder Probleme nach dem Absprengen der Kabinenhaube gelang.
Am 14. Februar 1945 fand der einzige Freiflugversuch mit der antriebslosen BP-20 M8 statt. Die M8 wurde auf einen Startwagen gesetzt und von einer He 111 bis auf 5.500 m über Grund geschleppt und dort ausgeklinkt. Am Steuer saß Hans Zübert, nachdem Erich Klöckner diesen Flug abgelehnt hatte. Dieser Testflug verlief erfolgreich und bewies die Funktion der neuartigen Flugsteuerung auch im Freiflug. Nach diesem Versuch verließ Zübert die fahrwerkslose Maschine mit dem Fallschirm.
Bis Ende Februar waren auch die unbemannten raketengetriebenen Steilstartversuche (begonnen am 18. Dezember 1944) auf dem Truppenübungsplatz Heuberg bei Stetten am kalten Markt sowie eine Erprobung der vorgesehenen Bugbewaffnung beendet. Im Wesentlichen handelte es sich bei den Startversuchen um leere triebwerkslose Zellen, die mit Hilfe der Schmidding-Feststoffraketen gestartet wurden.
Die Bedingungen auf dem Heuberg hatten sich für Bachem als ausgezeichnet erwiesen, da er nur 50 km vom Werk in Waldsee entfernt war.

### Weltweit erster vertikaler Start eines bemannten Raketenflugzeugs

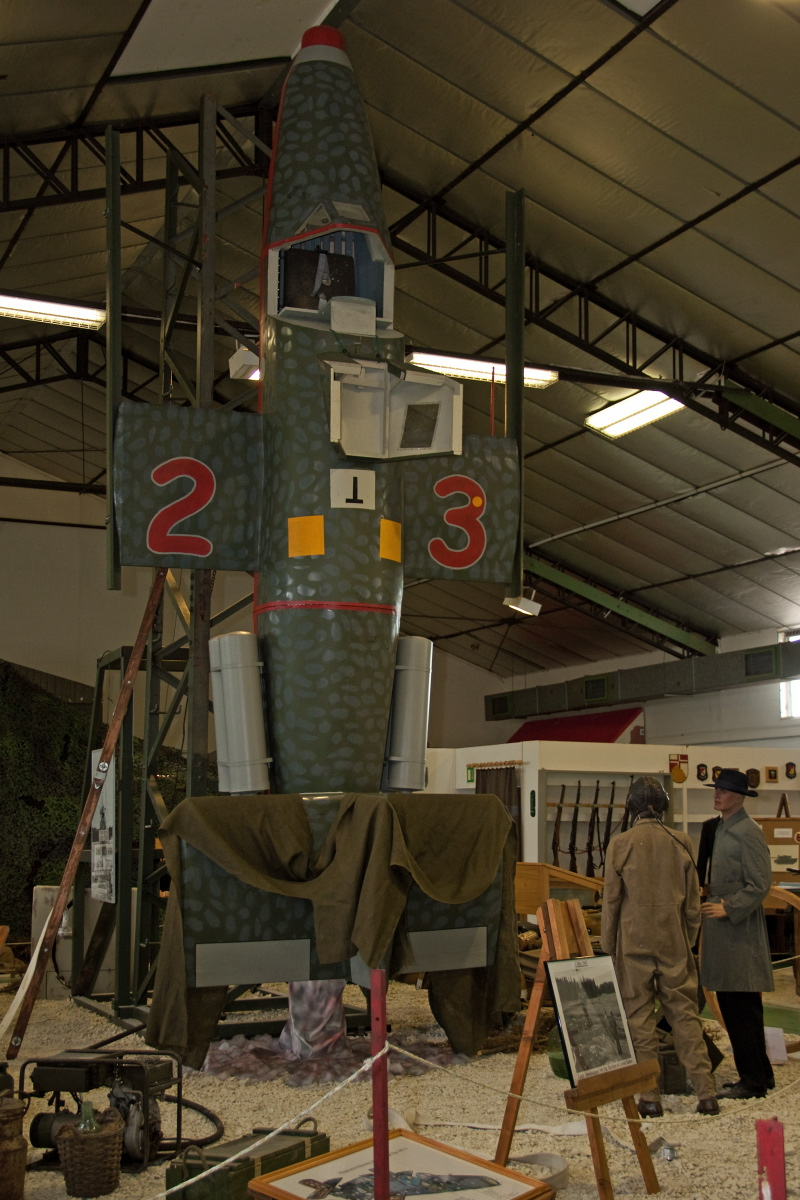
Nachgestellte Szene der letzten Anweisungen von Erich Bachem an Lothar Sieber vor dem Nachbau der Natter M23 in der militärgeschichtlichen Sammlung Stetten am kalten Markt

Der erste und einzige bemannte vertikale Start mit einer Natter – der M23 – am 1. März 1945 auf dem Ochsenkopf endete für den Testpiloten Lothar Sieber tödlich. Kurz nach dem Start soll die Maschine „statt in die Höhe mit großer Geschwindigkeit zur Erde hinuntergeflogen und beim Aufschlag explodiert sein“.
Die ersten Auswertungen hatten als Unfallursache ergeben, dass sich die Kabinenhaube unbeabsichtigt geöffnet habe und dadurch der Kopf des Piloten derart an den Rumpfspant geschlagen sei, dass er ohnmächtig wurde. Bei späteren Untersuchungen wurde weiterhin festgestellt, dass die kleinen, zur Stabilisierung beim Startvorgang eingesetzten Strahlruder, durch Flattern die Maschine um mehrere Grad vom Kurs abbringen konnten. Auch eine falsche Justierung der Zusatzstartraketen kam als Unfallursache in Betracht.
In der Literatur wird auch eine vollständig andere Darstellung der Unfallentwicklung gegeben. Demnach soll die Ursache eine verklemmte Schmidding-Starthilfsrakete gewesen sein, die Sieber nach Funkbefehl durch heftige Flugmanöver abzuschütteln versuchte. Die Haube wäre durch Sieber abgeworfen worden, da er mit dem Rettungsschirm abspringen wollte, was ihm jedoch per Funk untersagt wurde. Stattdessen sollte Sieber die Maschine mit dem Bremsschirm wieder stabilisieren. Dies misslang, da sich der Bremsschirm im Heck wegen der verklemmten Starthilfsrakete nicht öffnen ließ. Sieber verlor in den tiefliegenden Wolken vermutlich die Orientierung. Dadurch bekam die Maschine Rückenlage und flog flacher. Der Pilot deutete die Geschwindigkeitszunahme fälschlicherweise als Sinkflug und zog offenbar am Höhenruder, was die Lage verschlimmerte und schließlich zum unumkehrbaren Sturzflug führte. Die wahre Unfallursache sollte vertuscht werden, um eine sonst fällige Überarbeitung der Konstruktion zu vermeiden. Dabei sollen sogar Bilder retuschiert worden sein, um zu verschleiern, dass die Natter mit einem FuG-16-Funkgerät ausgestattet war. Diese Version erscheint allerdings sehr unwahrscheinlich, da ein Auslösen des Bergungsschirmes bei hoher Geschwindigkeit mit großer Wahrscheinlichkeit die Maschine zerrissen hätte und bei einem Flug von nur wenigen Sekunden Dauer kaum Zeit für derartige Manöver und Funkgespräche geblieben wäre.
Fest steht, dass die Zelle bis dahin nie mit Walter-Triebwerk im Normalflug bei Höchstgeschwindigkeit (zur Erforschung von Ruderflattern etc.) erprobt worden war, obwohl das nach einem Tragschlepp unter einer He 111 möglich gewesen wäre. Auch die Steilstartversuche waren bis dahin überwiegend mit einer leeren Zelle und ohne das Walter-Triebwerk erfolgt.
Insgesamt wurden 30 Exemplare der Natter gebaut, 18 davon dienten für unbemannte Tests, zwei stürzten ab (eine beim Segelflugtest), sechs wurden nach Kriegsende verbrannt und vier von den US-Amerikanern erbeutet.

### Startrampen

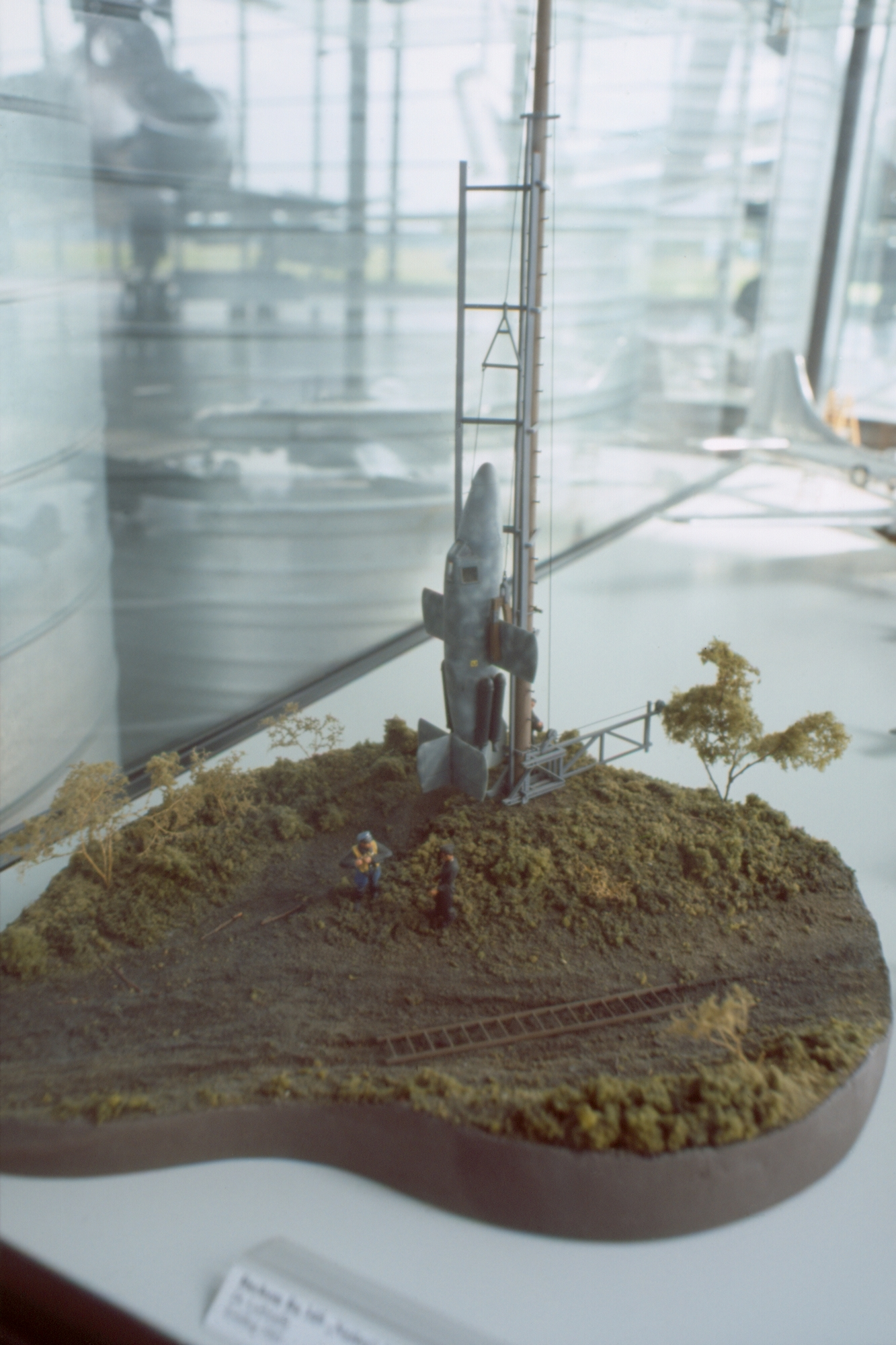
Im Modell nachgebaute Startrampe der Bachem Natter, Deutsches Museum München, Flugwerft Schleißheim

Der fehlgeschlagene Testflug und das nahende Kriegsende verhinderten den Kriegseinsatz der Natter. Bei Kirchheim unter Teck waren für die geplante Operation Krokus noch drei Startstellen errichtet worden, die in gutem Zustand erhalten und frei zugänglich waren. Im Zuge des Baus der Neubaustrecke Wendlingen–Ulm wurden zwei davon abgerissen.

### Konstruktion
Die Natter war ein senkrecht startendes Raketenflugzeug, das mit einem Flüssigtreibstofftriebwerk Walter HWK 109-509 sowie vier in zwei Paaren seitlich des Rumpfhecks angeordneten Schmidding-Feststoffstarthilfsraketen ausgestattet war. Aufgrund dieser Konstruktion konnte sie ohne die sonst für Flugzeuge notwendige Infrastruktur schnell und ortsunabhängig starten, da für den Einsatz nur eine Startrampe benötigt wurde. Außerdem sollten durch die vereinfachte Nutzung (keine Start- und Landephase) auch Nicht-Piloten zum Einsatz kommen können, die in einer kurzen Einweisung nur das Steuern und das Zielen in der Luft erlernen sollten. Die Tragflächen hatten keine Steuerklappen, der Hauptholm wurde zwischen den Tanks für T- und C-Stoff hindurchgeführt. Erstmals in der Luftfahrtgeschichte kamen neben dem konventionellen Seitenruder auch Tailerons zur Anwendung, wobei das hochgesetzte Höhenleitwerk sowohl die Rollsteuerung als auch die Nicksteuerung der „Natter“ übernahm.
Der Rumpf der Natter bestand vorwiegend aus Sperrholz, da Holz sehr leicht war und leicht zu bearbeiten; außerdem war es als einziger Rohstoff noch in ausreichenden Mengen verfügbar. Der Rumpf war ursprünglich in drei trennbare Baugruppen unterteilt, namentlich Bugsektion mit Raketenbatterie und Windschutzscheibe, Mittelsektion mit Tragflächen und Tanks sowie die Hecksektion mit Triebwerk und Leitwerk. Nach dem Start sollte die Natter schnell die Einsatzhöhe erreichen, zu den Bomberverbänden aufschließen und den Gegner mit einer einzigen Salve ungelenkter Raketen angreifen. Der Pilot wurde dabei nach dem Start durch einen funkleitstrahlgeführten Autopiloten der Askania Werke unterstützt und übernahm erst unmittelbar vor dem Angriff auf die Ziele die Steuerung. Der ursprünglich vorgesehene Rammangriff nach Abschuss der Raketenbatterie war im Laufe der Entwicklung fallen gelassen worden, weil sich durch den Abschuss der Bordraketen der Schwerpunkt so weit nach hinten verschob, dass das Flugzeug nicht mehr flugfähig war. Eine normale Landung war von vornherein nicht vorgesehen. Die Konzentration erfolgte auf das Modell B, auch hier sollte der Pilot nach dem Angriff die Maschine „zerlegen“ und den Führersitz mit dem Fallschirm verlassen. Die Hecksektion des Flugzeugs mit dem Raketentriebwerk wurde zur Wiederverwendung des Triebwerkes ebenfalls am Fallschirm zur Erde zurückgeführt, während Mittel- und Bugsektion verloren gingen. Die Zerstörung der Hecksektion bei der Fallschirmlandung war ebenfalls vorgesehen, um das Triebwerk beim Aufprall zu schützen.

## Technische Daten

### Bachem Ba 349 A
- Abmessungen
  - Spannweite: 3,60 m
  - Tragflächentiefe: 1,0 m
  - Länge: 6,10 m
  - Höhe (im Flug): 2,25 m
  - Tragflügelfläche: 3,6 m²
  - Flügelstreckung: 3,6
- Massen
  - maximale Startmasse: 2.200 kg
- Triebwerk

Dreiseitenriss der Ba 349 A

  - ein Raketentriebwerk Walter HWK 109-509 A-2 (regelbar zwischen 150 und 1.700 kp, 1,47 bis 16,671 kN) mit 70 s Brenndauer
  - vier Starthilfsraketen (abwerfbar) Schmidding 109-533 (mit je 1.200 kp, 11,768 kN) mit 10 s Brenndauer (die ersten Mustermaschinen besaßen nur zwei Zusatzraketen)
  - Treibstoff: 600 kg, davon T-Stoff: 365 (435) l, C-Stoff: 165 (190) l.
- Leistungen (rechnerische Werte)
  - Höchstgeschwindigkeit:
    - 1.000 km/h
    - 800 km/h in Bodennähe

  - Steiggeschwindigkeit: ~200 m/s (auf 12 km Einsatzhöhe gerechnet)
  - Anfangssteiggeschwindigkeit: 36,58 m/s
  - Dienstgipfelhöhe: 14.000 m
  - Aktionsradius: 40 km in 12.000 m Höhe
- Bewaffnung (alternativ)

1. 33 ungelenkte 55-mm-Raketen R4M „Orkan“
2. 24 ungelenkte 73-mm-Raketen RZ 73

### Bachem Ba 349 B
- Triebwerk
  - ein Raketentriebwerk Walter HWK 109-509 D-1 (2000 kp, 19,6 kN)

Flugzeit vergrößerte sich mit dem neuen Triebwerk von 2 min auf ca. 4,30 min. Keine strukturellen Änderungen gegenüber A-Version. Nur ein erfolgter Start.

## Gedenkstätte und Nachbauten

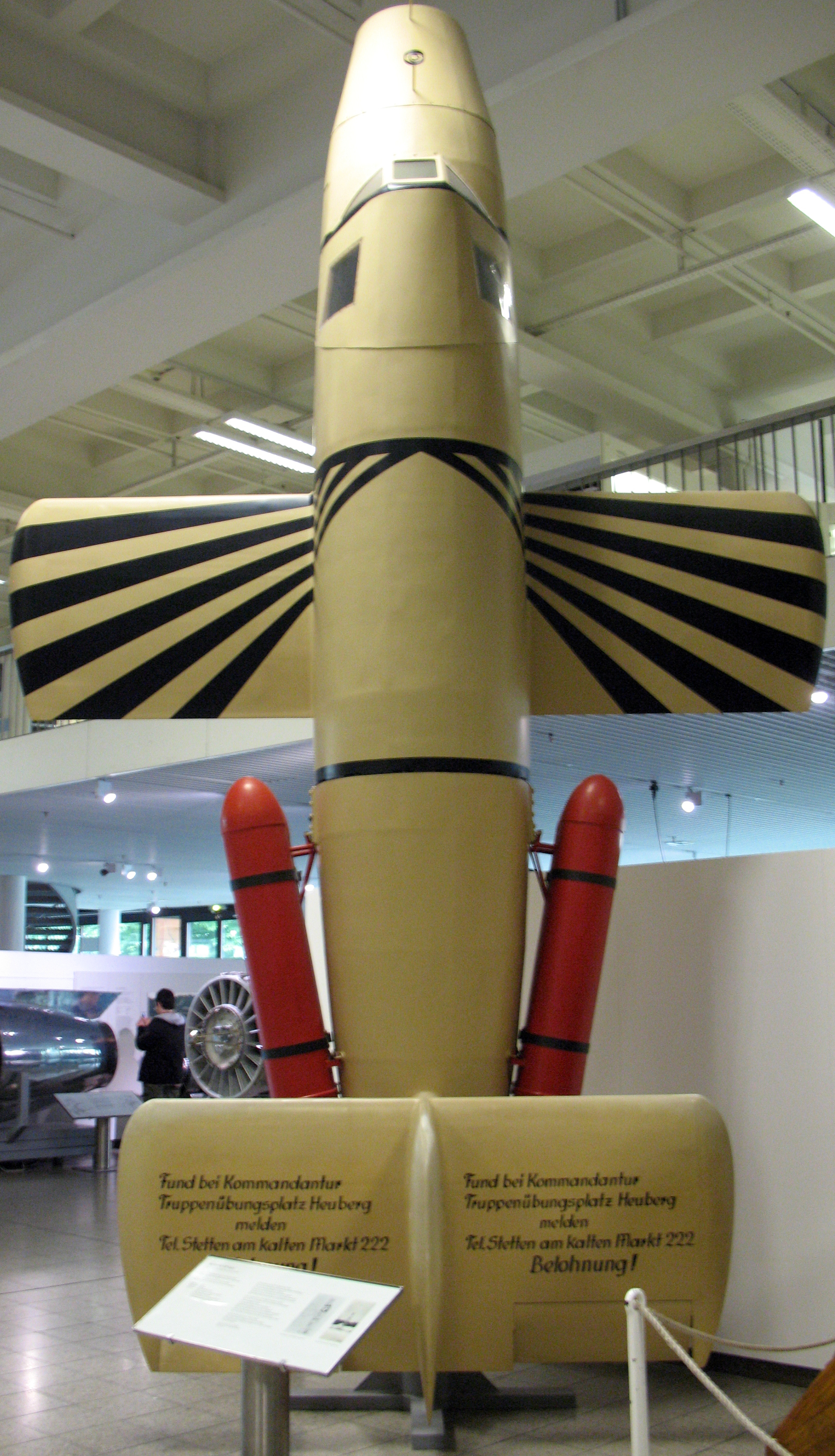
Nachbau der Bachem Natter im Deutschen Museum in München

Seit 1980 befindet sich in der Nähe der Abschussstelle am Ochsenkopf auf dem Gelände des Truppenübungsplatzes Heuberg ein großer Gedenkstein mit dem stilisierten Modell einer Natter. Unmittelbar daneben ist die betonierte Fläche der Abschussstelle, die für die Erprobung der vereinfachten Startlafette aus Holz genutzt wurde, erhalten geblieben. Die Abschussstelle, von der aus die Versuchsmaschinen mit Hilfe eines Startgerüstes aus Metall abgeschossen wurden, liegt hingegen etwas entfernt von dem Gedenkstein.

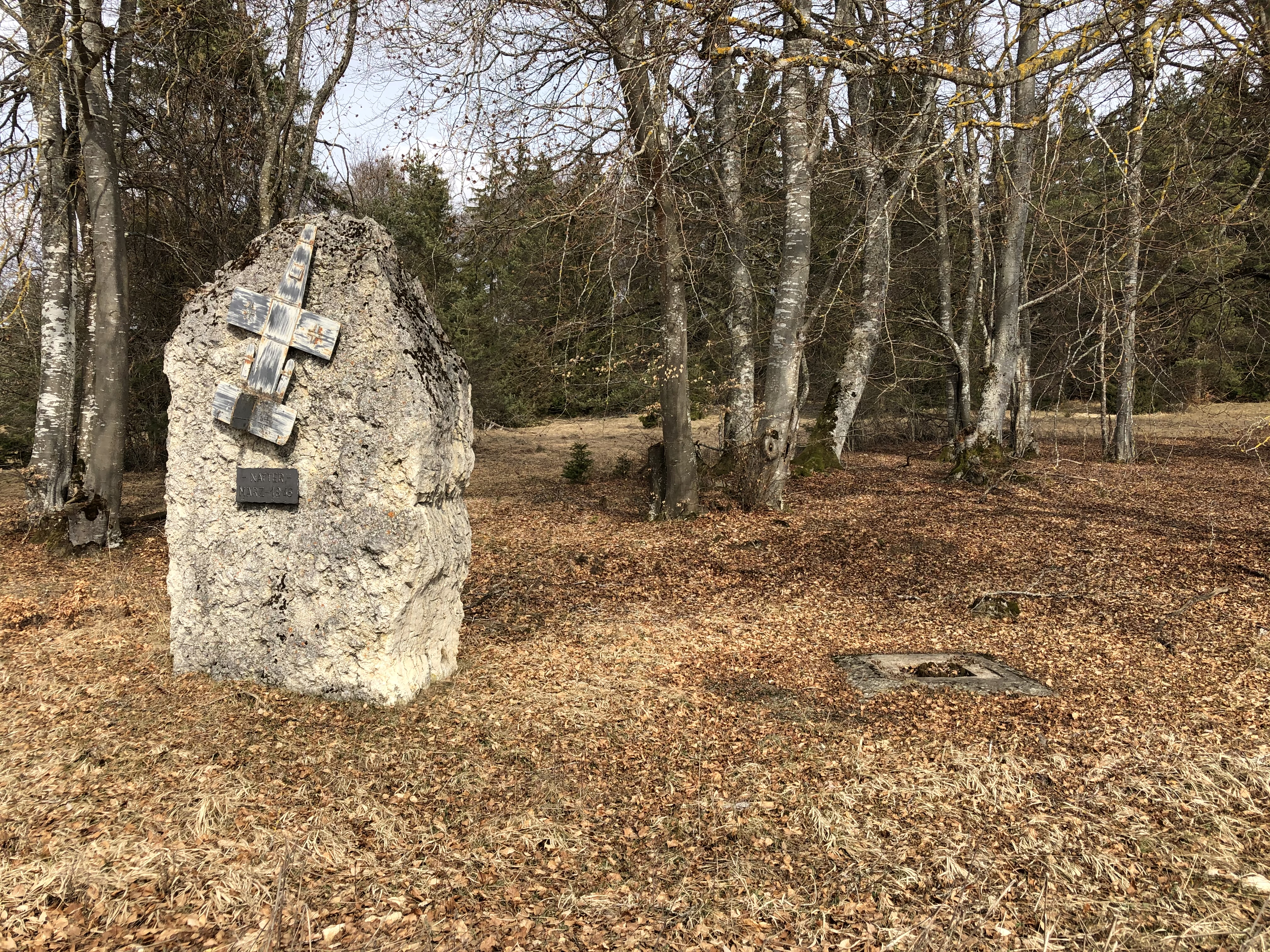
Gedenkstein auf dem Ochsenkopf neben einer Abschussstelle

Eine aus Originalteilen der Natter-Produktion nachträglich gefertigte Natter kann im Deutschen Museum in München und eine weitere in der Militärgeschichtlichen Sammlung Stetten am kalten Markt besichtigt werden. Der dortige Nachbau wurde 2006/2007 angefertigt.

## Erhaltene Maschinen
- Eine unrestaurierte Natter befindet sich im Paul E. Garber Preservation, Restoration, and Storage Facility der Smithsonian Institution.

## Rezeption
Die Geschichte des ersten bemannten Raketenflugs mit einer Natter stand im Mittelpunkt des Stettener Sommertheaters 2007. Das Stück Der Luftikus oder die Geheimaktion Natter wurde vor dem historischen Stettener Rathaus aufgeführt und hatte mit insgesamt über 5.000 Besuchern großen Erfolg. Das Stück von Franz Xaver Ott dreht sich im Wesentlichen um den ersten Raketenstart, Lothar Sieber und den tödlichen Ausgang des Versuchs. Als Requisit war der originalgetreue Nachbau der Bachem Ba 349 zu sehen, der in der Militärgeschichtlichen Sammlung Stetten am kalten Markt zu besichtigen ist.
Die Natter diente auch als Vorlage für die im Ego-Shooter Return to Castle Wolfenstein vorkommende Kobra. Diese zu finden ist das Ziel einer der Missionen des Spiels, der Spieler flüchtet am Ende des letzten Levels mit dem Flugzeug von Deutschland nach Malta. Diese Flugleistung wäre mit der als Kurzstrecken-Abfangjäger konzipierten Natter jedoch nicht möglich gewesen.
Im Jahr 2011 realisierten Philip Schneider und Oliver Gortat (Vision Unlimited) in Zusammenarbeit mit Oberleutnant Marcus Klotz von der Militärgeschichtlichen Sammlung Stetten a.k.M, eine mit Spielfilmsequenzen durchsetzte Filmdokumentation. Die erste Veröffentlichung fand im Jahr 2011 statt. Kurz darauf folgte im Jahr 2012 die Ausstrahlung in Deutschland über den Fernsehsender ZDF.
Die Spieldauer beträgt 48 Minuten.
In Arno Franks Roman "Ginsterburg", Stuttgart 2025, ist Lothar Sieber ein zentraler Protagonist. Sein Flug mit der Natter wird im Roman verarbeitet.